# Copa d'Espanya de Ral·lis
La Copa d'Espanya de Ral·lis va ser una competició de ral·li organitzada per la RFEDA que es va disputar entre 1984 i 1992 independentment del Campionat d'Espanya de Ral·lis d'Asfalt.

## Ral·lis
- Ral·li Illa de Tenerife (1984-1985, 1987-1989)
- Ral·li Gibralfaro (1984)
- Ral·li Ciutat de Santa Cruz (1984)
- Ral·li d'Ourense (1984-1985, 1987-1988)
- Ral·li Rías Baixas (1984-1992)
- Ral·li San Froilán (1984, 1989-1991)
- Ral·li Los Peñucas / Ral·li Ciutat de Santander (1984-1988)
- Ral·li Valeo (1984)
- Ral·li Costa d'Almeria (1984-1990)
- Ral·li Vila de Madrid (1985)
- Ral·li Ciutat de Lleó (1985-1986)
- Ral·li 2000 Viratges (1985-1989)
- Critérium Aigues de Viladrau (1985-1986)
- Ral·li Vila de Gijón (1986-1987, 1991-1992)
- Ral·li San Agustín (1987, 1989-1992)
- Ral·li Osona (1987-1988)
- Ral·li Illa de Gran Canaria (1988-1989, 1991)
- Ral·li Cales de Palafruguell (1988, 1991-1992)
- Ral·li de Maspalomas (1988-1989)
- Ral·li Ciutat de Vidre / Ral·li de La Corunya (1989, 1991-1992)
- Ral·li de a Ceràmica (1991)

## Palmarès
| Any  | Pilot                  | Copilot                     | Vehicle                  |
| ---- | ---------------------- | --------------------------- | ------------------------ |
| 1984 | Gerard de la Casa      | Andreu Ribolleda            | Renault 5 Turbo          |
| 1985 | Carlos Alonso Lamberti | Víctor Rodríguez            | Opel Manta 400           |
| 1986 | Jesús Puras            | José Arrarte                | Renault 5 Turbo          |
| 1987 | Fernando Brizuela      | Mario Saguillo              | Renault 5 Turbo          |
| 1988 | José Luis Rivero       | Juan José Cruz              | Mitsubishi Starion Turbo |
| 1989 | Daniel Alonso          | Salvador Belzunces          | Ford Sierra RS Cosworth  |
| 1990 | Francesc Ambudio       | Joaquim Anglada             | Volkswagen Golf II GTi   |
| 1991 | Daniel Alonso          | Salvador Belzunces          | Ford Sierra RS Cosworth  |
| 1992 | Antonio Garrido        | Fernando López Juan Álvarez | Ford Sierra RS Cosworth  |